# Pré-homossexualidade
Um pré-homossexual é uma pessoa, geralmente uma criança, que pode ser homossexual, mas de forma indecisa ou predeterminada.
A inconformidade de gênero na infância é um forte indicador da orientação sexual adulta que tem sido consistentemente replicado em pesquisas e é considerada uma forte evidência de uma diferença biológica entre heterossexuais e não heterossexuais.